# Кондратенко, Михаил Владимирович
Михаил Владимирович Кондратенко (род. 29 апреля 1975, Ахтубинск, Астраханская область, РСФСР, СССР) — российский лётчик-испытатель, Герой Российской Федерации (2021).

## Биография
Михаил Владимирович Кондратенко родился 29 апреля 1975 года в городе Ахтубинск Астраханской области. Отец — Владимир Кондратенко, лётчик-испытатель.
С 1982 года жил в Жуковском, что в Московской области, где в 1991 году окончил аэроклуб. В 1993 году поступил на военную службу в Вооружённые силы Российской Федерации, начав учиться в Тамбовском высшем военном авиационном училище лётчиков имени М. М. Расковой, которое окончил в 1998 году. В том же году вышел в запас в звании лейтенанта. В 1999 году поступил на работу лётчиком-испытателем в Лётно-исследовательский институт имени М. М. Громова, а в 2000 году окончил Школу лётчиков-испытателей имени А. В. Федотова. Участвовал в испытаниях ряда тяжёлых самолётов.
5 октября 2018 года Кондратенко в качестве инструктора вместе с Е. А. Крутовым на месте командира принимали участие в предполётных испытаниях самолёта-лаборатории МиГ-29ЛЛ (бортовой № 84) в Жуковском. Взлетев в 10 часов 38 минут, примерно через шесть минут самолёт достиг высоты в 10 тысяч метров, после чего Крутов приступил к исполнению поставленного задания и фигур пилотажа. В процессе вывода самолёта из петли, в задней части фюзеляжа раздался удар, после чего в левом двигателе начался пожар, перекинувшийся затем и на правый. Не предпринимая попыток катапультироваться, лётчики вывели самолёт из облачности, увидев жилые многоэтажки Воскресенска. После того, как они увели самолёт от домов в район леса и полей, управление полностью отказало. Самолёт практически летел уже боком, но лётчикам удалось катапультироваться, их парашюты успешно раскрылись. Крутов приземлился нормально, однако Кондратенко получил травму спины, и вскоре они оба были найдены, доставлены на аэропорт Раменское, а затем в Центральную городскую больницу Жуковского для обследования. В результате катастрофы институт потерял единственный МиГ-29, для расследования причин случившегося была создана специальная комиссия. Самолёт упал около Егорьевска, в районе деревни Дмитровцы, в безлюдном месте, не нанеся жертв и разрушений на земле. В заключении комиссии по итогам расследования аварии было отмечено, что «действия экипажа были продуманными, грамотными и своевременными с проявленными при этом выдержкой и самообладанием, направленными на исключение катастрофических последствий столкновения самолета с жилыми массивами, при полном понимании реальной угрозы своим жизням и здоровью».

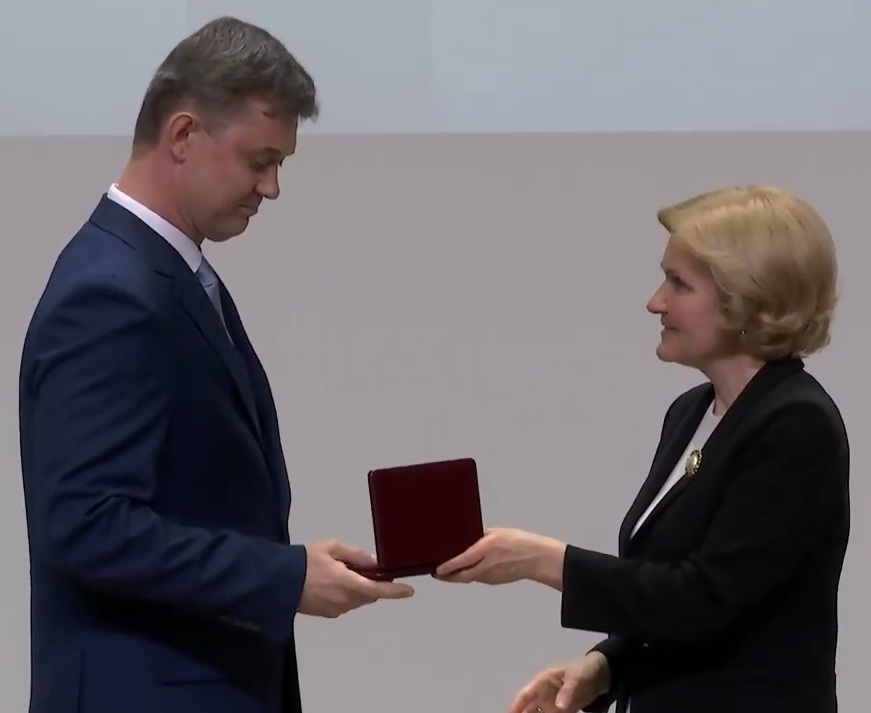
На вручении звания, 2018 год

12 апреля 2021 года Крутов и Кондратенко были удостоены звания «Герой Российской Федерации». Как выяснилось после обследования, Кондратенко получил компрессионный перелом позвоночника, а точнее одного из позвонков без смещения, что стало следствием перегрузок при катапультировании. Пройдя необходимое лечение и реабилитацию, Кондратенко вернулся к профессии, перейдя в 2020 году на работу в Авиационный комплекс имени С. В. Ильюшина в Москве. Имеет квалификацию лётчика-испытателя 1-го класса. Освоил более 40 типов самолётов, общий налет составляет более 10 тысяч часов.

## Награды
- Звание «Герой Российской Федерации» с удостаиванием медали «Золотая звезда» (12 апреля 2021 года, закрытым указом президента Российской Федерации) — за мужество, героизм и высокий профессионализм, проявленные при испытании и освоении новой авиационной техники[2][5].
- Почётное звание «Заслуженный лётчик-испытатель Российской Федерации» (2017 год)[2]. Вручено в 2018 году заместителем председателя правительства Российской Федерации О. Ю. Голодец в ходе заседания коллегии министерства промышленности и торговли Российской Федерации[17].